# Barnabé Farmian Durosoy
Barnabé Farmian Durosoy, né en 1745 à Paris où il a été guillotiné le 25 août 1792, est un journaliste et homme de lettres français, à la fois auteur dramatique, poète, romancier, historien et essayiste.
Auteur de livres d’histoire, de critique littéraire et de philosophie politique, il publia aussi des poésies, des chansons, des épîtres, des contes en vers, des fables et, surtout, de nombreuses pièces de théâtre, ainsi que des ballets et des livrets d’opéra. Fondateur et rédacteur du quotidien royaliste, la Gazette de Paris en 1789, il est le premier journaliste à mourir guillotiné sous la Terreur.

## Biographie
Écrivain touche-à-tout, auteur d’un Essai philosophique sur l’établissement des écoles gratuites de dessein pour les arts mécaniques et d’une histoire du Languedoc en quatre volumes commandée par les capitouls de Toulouse, rédacteur-en-chef du Journal des Dames d’avril-septembre 1762, c’est dans le domaine de la poésie et du théâtre que sa production est la plus abondante. Incarcéré le 12 mai 1770 à la Bastille pour deux ouvrages dont il n’était peut-être pas l’auteur, il n’en sortit que le 21 juillet suivant. Toutefois, un seul de ses poèmes, Les Sens, poème en six chants, lui vaut une petite renommée, de même qu’une seule de ses pièces, Henri IV ou la Bataille d’Ivry, est jugée digne d’une vingtaine de représentations à Paris, Versailles, Toulouse et Bruxelles entre 1774 et 1795. Parmi les gens de lettres, Antoine Rivarol semble avoir été le seul à s’enthousiasmer pour son œuvre lyrique. Il faut, écrivait en 1788 l’auteur du Discours sur l’universalité de la langue française, que « la jeunesse poétique » oublie « les Voltaire, les Racine et les Corneille » et prenne pour modèle celui dont le nom « vole de bouche en bouche sur l’aile du vaudeville ».
Le premier numéro de la Gazette de Paris sort le 1er octobre 1789. À cette époque, de nouveaux titres voient le jour chaque mois, la plupart voués à une existence éphémère. Toutes les nuances de l’opinion s’y affrontent. Le journal de Durosoy est l’un plus véhéments, ce qui lui assure sa popularité. À une époque où quelques centaines de feuilles vendues suffisent à faire vivre son homme, le tirage de la Gazette, pendant l’été de 1790, est d’environ 5 000 exemplaires. Tout d’abord favorable à la Révolution, Durosoy, indigné par la nationalisation des biens du clergé, a pris fait et cause pour la monarchie. Est considéré comme ayant participé à la rédaction des Actes des Apôtres, dirigé par Jean-Gabriel Peltier.
Vers la fin de 1790, Marat, qui prônait au début de la Révolution une liberté de la presse « illimitée », invite « tous les bons citoyens, tous les patriotes de la capitale à se rassembler pour mettre en pièces toute imprimerie destinée aux libelles de nos ennemis ». En tête des journalistes qu’il dénonce, figure le nom du Durosoy. Celui-ci n’en continue pas moins à défendre ses principes.
En 1791, lors de l’arrestation de Louis XVI à Varennes, il eut l’idée d’engager des partisans de Louis XVI à se présenter pour otages et publia leurs noms dans la Gazette de Paris dont il était le rédacteur en chef. Lors de la journée du 10 août 1792, au cours de laquelle le palais des Tuileries est pris d’assaut et Louis XVI suspendu, il comprend que le roi est perdu :

« Au moment où j’écris, toutes les hordes, soit celles qui délibèrent, soit celles qui égorgent : Républicains, Pétionistes, Novateurs, Brissotins, Philosophistes, écrivent, discutent, calomnient, aiguisent des poignards, distribuent des cartouches, donnent des consignes, se heurtent, se croisent, augmentent le tarif des délations, des crimes, des libelles et des poisons. J’entends quelques êtres tourmentés par cette petite curiosité qui s’alimente par des récits, me demander des nouvelles, au lieu d’un développement de la plus importante des questions. Je leur réponds qu’en ce moment, il n’est que peu ou point de détails militaires… Mais le duc de Brunswick fût-il déjà maître des principales villes de la Flandre et de l’Alsace, si Louis XVI n’est pas conservé à notre amour ainsi qu’à notre fidélité, que nous importeraient des victoires qui ne seraient pas consacrées par le bonheur et la présence du bon Roi ? Si les factieux osent prononcer la déchéance, ils osent le juger, et s’ils le jugent, il est mort ! Mort ! Entendez-vous, hommes trop futiles qui voulez des récits, et qui ne sentez pas que celui des dangers du Roi doit faire oublier tous les autres. »

## Guillotiné
Le tout nouveau tribunal révolutionnaire fait immédiatement rechercher Durosoy. Le journal est suspendu, le journaliste arrêté et incarcéré. Louis Mortimer Ternaux raconte ainsi son procès :

« [Le 23 août] commençait le procès de Du Rozoy, rédacteur de la Gazette de Paris. Dans ses papiers, on avait retrouvé une immense quantité de lettres adressées au journaliste et dont il était libre de faire ou de ne pas faire usage. On le rendit responsable de toutes les folies de ses correspondants, quoique la plupart lui fussent personnellement inconnus. On voulut voir dans la multiplicité de ses relations, dans la concentration de tant de lettres en une seule main, la preuve flagrante de la conspiration que l’on cherchait partout et que l’on ne trouvait nulle part. Le courageux écrivain ne craignit pas de défendre devant ses juges les principes qu’il avait soutenus dans son journal ; aussi fut-il condamné à mort, pour la plus grande glorification de la liberté de la presse ! Le 25 août, à neuf heures du soir, en gravissant les marches de l’échafaud, il s’écria : « Un royaliste comme moi devait mourir le jour de la Saint-Louis. » »

Chateaubriand, qui décrit l’exécution du Durosoy en termes presque identiques, la situe dans son contexte historique : 

« La presse, devenue libre en 1789, cessa de l’être le 17 août 1792 ; alors s’établit, je l’ai déjà dit, un tribunal prévôtal. Quelles furent les premières victimes immolées ? Des gens de lettres, défenseurs du monarque et de la monarchie. Durosoy, jugé à cinq heures du soir et conduit au supplice à huit heures et demie, remit au président du tribunal un billet qui ne contenait que ces mots : « Un royaliste comme moi devait mourir un jour de Saint-Louis ». »

Quant au rédacteur anonyme de l’Alamanach historique de la Révolution française, il se contente de noter à la date du 25 août : « M. du Rosoy, journaliste, a la tête tranchée. »
Maton de La Varenne a raconté ainsi sa condamnation avec deux autres :

« Les premières victimes qui tombèrent sous la hache homicide de Pepin et de ses infâmes collègues, furent Louis-David Collenot-d’Angremont, maître de langues de la Reine, quand elle était Dauphine, et alors secrétaire de l’administration de la Garde nationale, accusé d’avoir enrôlé pour le Roi ; de la Porte, conseiller d’État, Intendant de la liste civile, après l’avoir été de la marine : prévenu d’avoir payé l’impression de pamphlets écrits en faveur du despotisme ; Barnabé Durosoi, auteur du Catéchisme de l’honneur français, et rédigeant une feuille ayant pour titre : Le Royalisme, ainsi que la Gazette de Paris, où il ne cessait de déchirer les Jacobins. On lui reprochait de s’être trouvé au château le 10, et d’avoir écrit pour l’ancien ordre. Tous trois étaient condamnés dès le 25, et moururent avec courage. »

## Œuvres
- Lettres de Cécile à Julie, ou les Combats de la nature, Paris, 1754 (lire en ligne).
- Le Cri de l’honneur, épître à la maîtresse que j’ai eue, 1755 (lire en ligne).
- Le Génie, le goût et l’esprit, poème en 4 chants, par l’auteur du Poème sur les sens, 1756.
- Mes dix-neuf ans, ouvrage de mon cœur, 1762.
- Épître à mon verrou, par l’auteur de Mes dix-neuf ans, 1762 (lire en ligne).
- Clairval philosophe, ou la Force des passions, mémoires d’une femme retirée du monde, 2 volumes, 1765.
- L’Usage des talens, épître à Mademoiselle Sainval, jeune débutante au Théâtre français, 1766.
- Les Sens : poème en six chants, Paris, 1766 (lire en ligne).
- Les poésies diverses, 1766
- Essai philosophique sur l’établissement des écoles gratuites de dessein pour les arts mécaniques, 1769 (lire en ligne).
- Œuvres mêlées de M. de Rozoi, 2 volumes, 1769.
- Annales de la ville de Toulouse, 5 volumes, 1771-1780 : tome I, tome II, tome III, tome IV, Tome IV, deuxième partie & tome V.
- Le Vrai ami des hommes, 1772). Réimprimé en 1796 comme un ouvrage posthume d’Antoine Léonard Thomas.
- Dissertation sur Corneille et Racine, suivie d’une épître en vers, 1773 (lire en ligne).
- Le Joyeux Avènement, poème, 1774.
- Dissertation sur le drame lyrique, 1775.
- Discours prononcé à l'assemblée générale du district de Saint-Louis-de-la-Culture par M. de Rozoi , membre du Comité de ce district, & son vice-secrétaire. 24 juillet 1789 (lire en ligne)
- Fragment sentimental en vers français, 1791 (lire en ligne).

Théâtre
- Les Décius français ou le siège de Calais sous Philippe VI, tragédie en cinq actes et en vers, Puteaux, chez le duc de Grammont, 29 juillet 1767 (1765) (lire en ligne).
- Azor, ou les Péruviens : tragédie en cinq actes et en vers, Paris, 1770 (lire en ligne).
- La Pomme d’or, ballet héroïque en trois actes, 1771.
- Richard III, tragédie en cinq actes et en vers, Théâtre de Toulouse, 1773.
- Aurore et Azur, 1774.
- Henri IV ou la Bataille d’Ivry, drame lyrique en 3 actes et en prose, Paris, Théâtre de l’Hôtel de Bourgogne, 14 novembre 1774.
- La Réduction de Paris, drame lyrique en 3 actes, Paris, Théâtre de l’Hôtel de Bourgogne, 30 septembre 1775
- Les Mariages samnites, drame lyrique en 3 actes et en prose, Paris, Théâtre de l’Hôtel de Bourgogne, 12 juin 1776.
- Les Deux Amis, drame lyrique en 3 actes, en prose, mêlé d’ariettes, Château de Versailles, 19 février 1779.
- Les Trois Roses, ou les Grâces, comédie en 3 actes, en prose, mêlée d’ariettes, Château de Versailles, 10 décembre 1779.
- Pygmalion, drame lyrique en 1 acte et en prose, Paris, Théâtre de l’Hôtel de Bourgogne, 16 décembre 1780.
- L’Inconnue persécutée, comédie opéra en 3 actes, Château de Versailles, 8 juin 1781
- La Clémence de Henri IV, drame en 3 actes, en prose, Paris, Théâtre italien (salle Favart), 14 décembre 1783, 1791 (lire en ligne).
- L’Amour filial, comédie en 2 actes et en prose, mêlée d’ariettes, Paris, Théâtre italien (salle Favart), 2 mars 1786.
- Stratonice, ballet héroïque en 3 actes, château de Versailles, 30 décembre 1786
- Bayard ou le siège de Mézières, comédie en trois actes et en vers, Paris, Théâtre italien (salle Favart), 15 juillet 1788.
- Les Fourberies de Marine ou le tuteur juge et partie, opéra comique en trois actes et en prose, Paris, Théâtre de Monsieur, 11 septembre 1789.

## Pour approfondir